# Regeringen Hans Hedtoft III
Regeringen Hans Hedtoft III var Danmarks regering 30. september 1953 – 1. februar 1955. Ændringer: 1. november 1953, 29. januar 1955
Den bestod af følgende ministre fra Socialdemokratiet:
- Statsminister: Hans Hedtoft til 29. januar 1955, derefter fungerende H.C. Hansen
- Udenrigsminister: H.C. Hansen
- Finansminister: Viggo Kampmann
- Indenrigs- og boligminister: Johannes Kjærbøl
- Minister for offentlige arbejder: Carl Petersen
- Arbejds- og socialminister, fra 1. november 1953 socialminister: Johan Strøm
- Fiskeriminister: Christian Christiansen
- Forsvarsminister: Rasmus Hansen
- Landbrugsminister: Jens Smørum
- Minister uden portefølje, fra 1. november 1953 økonomi- og arbejdsminister: Jens Otto Krag
- Undervisningsminister: Julius Bomholt
- Kirkeminister: Bodil Koch
- Minister for handel, industri og søfart: Lis Groes
- Justitsminister: Hans Hækkerup